# Dumitru Tsepeneag
Dumitru Tsepeneag (en roumain Țepeneag, né le 14 février 1937 à Bucarest) est un écrivain roumain d’expression roumaine et française.

## Biographie
Il est dans les années 1960 et 70, avec le poète Leonid Dimov, le chef de file de l’onirisme, le seul courant littéraire à s’opposer au réalisme socialiste officiel. En 1975, pendant un séjour à Paris, il est déchu de sa nationalité par Ceaușescu et contraint à l’exil. Il est naturalisé français en 1984. Pendant les années 1980, il se met à écrire directement en français. La chute du mur Berlin le ramène à la langue maternelle, sans pour autant qu'il renonce au français. Avec d'autres exilés roumains comme Sanda Stolojan, il fonde et dirige à Paris les Cahiers de l’Est (trimestriel littéraire) de 1975 à 1980, puis les Nouveaux Cahiers de l’Est, de 1991 à 1992 et Seine et Danube de 2003 à 2005. Fait partie du comité de rédaction de la revue Po&sie. Chroniques « frappes chirurgicales » dans La Revue littéraire. Dès les années 1960, il traduit en roumain Albert Béguin, Michel Deguy, André Malraux, Gérard de Nerval, Robert Pinget, Alain Robbe-Grillet, etc. Et plus récemment Maurice Blanchot, Alexandre Kojève et Jacques Derrida.
Dumitru Tsepeneag est en mai 2008 lauréat de la XVIIIe édition du prix de l'Union latine de Littératures romanes à Rome.
Il est aussi un maître aux échecs et a tenu une rubrique dans le journal Libération dans les années 1970.

## Ouvrages

### Œuvres publiées en Roumanie
- Exerciții (Exercices), București, EPL, 1966
- Frig (Froid), București, EPL, 1967
- Așteptare (Attente), București, Cartea Românească, 1971
- Zadarnică e arta fugii (Vain est l’art de la fugue), București, Albatros, 1991; București, Art, 2007
- Nunțile necesare (Les Noces nécessaires), București, Ed. Fundației Culturale Române, 1992; București, Ars Amatoria, 1992; București, All, 1998
- Roman de citit în tren (Roman de gare), Iași, Inst. European, 1993
- Un român la Paris (Un Roumain à Paris), Cluj, Dacia, 1993; București, Cartea Românească, 2006
- Reîntoarcerea fiului la sânul mamei rătăcite (Retour du fils au sein de la mère prodigue), Iași, Inst. European, 1993
- Cuvântul nisiparniță (Le Mot sablier), București, Univers, 1994; Timișoara, Ed. Universității de Vest, 2005
- Hôtel Europa, București, Albatros, 1996
- Porumbelul zboară (Pigeon vole), București, Univers, 1997
- Momentul oniric (le Moment onirique), București, Cartea Românească, 1998
- Călătorie neizbutită (Voyage raté), București, Cartea Românească, 1998
- Pont des Arts, București, Albatros, 1999
- Războiul literaturiii nu s-a încheiat, București, All, 2001
- Maramureș, Cluj, Dacia, 2001; București, Corint, 2006
- Destin cu popești, Cluj, Dacia & Biblioteca Apostrof, 2001
- Prin gaura cheii, București, All, 2001
- Clepsidra răsturnată, Pitești, Paralela 45, 2003
- La Belle Roumaine, Pitești, Paralela 45, 2006; București, Art, 2007
- Capitalism de cumetrie, Iași, Polirom, 2007

### Œuvres publiées en France
Chez P.O.L
- Roman de gare (1985)
- Le Mot sablier (1984)
- Pigeon vole (1988), sous le pseudonyme Ed Pastenague
- Hôtel Europa (1996)
- Pont des Arts (1998)
- Au pays du Maramures (2001)
- Attente (2003)
- La Belle Roumaine (2006)
- Frappes chirurgicales (2009)
- Le camion bulgare (2011)

Chez d'autres éditeurs
- Exercices d’attente, Flammarion, 1972
- Arpièges, Flammarion, 1973
- Les Noces nécessaires, Flammarion, 1977
- La Défense Alekhine, Garnier, 1983
- Quinze poètes roumains (recueil), Belin, 1990

### Œuvres publiées en Allemagne, Autriche, Hongrie, Slovénie, Serbie, Tchéquie, aux États-Unis, Portugal, Bulgarie et Turquie
- 1998 : Hôtel Europa, Berlin, Fest.
- 2000 : Hôtel Europa, Frankfurt a. M., Suhrkamp (poche).
- 2002 : Hôtel Europa a été traduit et publié en Hongrie et en Slovénie.
- 2003 : Vain est l'art de la fugue a été publié en Serbie.
- 2007 : le même roman a été publié aux États-Unis (Dalkey Archive Press) et en Hongrie (Palamart).
- 2007 : La belle Roumaine, Wieser.
- 2008 : Pigeon Post, Champaign, Illinois & London, Dalkey Archive Press.
- 2008 : Hotel Europa, Prague, Dybbuk.
- 2009 : The Necessary Marriage, Champaign, Il & London, Dalkey Archive Press.
- 2009 : A Bela Romena, Editora Oceanos.
- 2010 : Krasivana rumŭnka (La belle Roumaine), Sofia, Balkani.
- 2010 : Romen Dilberi (La belle Roumaine), Istanbul, Pupa Yayinlari.
- 2010 : Sonsuz Kaçișlar (Vain est l’art de la fugue), Istanbul, Pupa Yayinlari.

### Traductions
- Poèmes traduits du roumain et publiés dans des revues (Po&sie, Europe, Esprit, Cahiers de l'Est, etc.) ou en volumes : Ion Mureșan, Le mouvement sans cœur de l'image, Belin, 2001 ; Marta Petreu, Les poèmes de la honte, Le Temps qu'il fait, 2005.